# 费罗萨努斯
费罗萨努斯（英語：Philoxenus of Cythera，前435年—前380年），古希腊酒歌诗人之一，曾效力于叙拉古的狄奥尼西乌斯一世的宫廷。他最著名的酒歌是《独眼巨人》，诗中的独眼巨人在里拉的伴奏下独唱，这一新型人物为阿里斯多芬所效仿。在古希腊曾轰动一时。

## 扩展阅读
- 本条目包含来自公有领域出版物的文本: Chisholm, Hugh (编).  (第11版). London: Cambridge University Press. 1911.